# ویندوز لایو
ویندوز لایو (به انگلیسی: Windows Live)، نامی تجاری است که مایکروسافت بر روی یک سری از نرم‌افزارها و سرویس‌های خود نهاده است که بخشی از چارچوب خدمات نرم‌افزاری افزوده‌ی این شرکت می‌باشد. بیشتر این سرویس‌ها، برنامه‌های کاربردی وب هستند که از طریق یک مرورگر قابل دسترسی می‌باشند، اما نرم‌افزارهایی هم هستند که هستند که احتیاج به نصب در سیستم کاربر دارند. سرویس‌های ویندوز لایو در سه روش ارائه می‌شوند، برنامه‌های ویندوز لایو اسنشالز، سرویس‌های وب و سرویس‌های موبایل.